# Невидљива рука: увод у историју завере
Невидљива рука: увод у историју завере (енгл. The unseen hand) је стручна монографија чији је аутор Ралф Еперсон (енгл. A. Ralph Epperson) објављена 1985. године. Прво српско издање објављено је 1995. године у издању издавачке куће Купола из Београда у преводу Предрага Вишњеваца.

## Аутор књиге
Ралф Еперсон (1937) је историчар, аутор и предавач који више од 50 година истражује Заверенички поглед на историју - гледиште да су главни догађаји из прошлости планирани годинама унапред централном завером. Написао је четири најпознатије књиге са том тематиком Невидљива рука, Нови светски поредак, Масонерија, завера против хришћанства, Jesse James: United States Senator, као и шест књижица и 15 ДВД-ова.

## О књизи
Књига Невидљива рука: увод у историју завере је обимна историјска студија која садржи обиље до сада непознатих података о догађајима који су представљали преломне тачке 18. 19. и 20. века. Књига такође садржи тумачења која доказују да Завера заиста постоји.
Аутор сматра да су главни догађаји из прошлости, ратови, депресије и револуције, планирани годинама унапред међународном завером. Такво гледиште се зове конспиративни поглед на историју. Супротно њему је традиционалнији поглед који се зове Случајни поглед на историју који тврди да нико заиста не зна зашто се догађаји дешавају.